# 페난트렌
페난트렌(영어: phenanthrene)은 벤젠고리가 굽어서 3개 있는 모양의 분자를 가진 무색 결정으로 분자량은 178.2, 녹는점은 101 °C, 끓는점은 332 °C이며, 비중은 1.18(20 °C)이다. 분자식은 C14H10로 쓴다.
안트라센과는 이성질체 관계이다.